# Шукачі мушель
«Шукачі мушель» (англ. The Shell Seekers) — роман Розамунди Пілчер 1987 року. Він став одним із найвідоміших бестселерів авторки. 2003 року британська громадськість номінувала його як один зі 100 найкращих романів у рейтингу 200 найкращих книг за версією Бі-бі-сі. У Німеччині роман називається Die Muschelsucher і також увійшов до 100 найкращих романів. Роман розійшовся накладом понад 5 млн примірників по всьому світу, його ставили у театрі та двічі екранізували.

## Короткий зміст
Переміщуючись у часі, роман розповідає історію Пенелопи Кілінг, дочки незвичайних батьків (батька-художника та його набагато молодшої дружини-француженки), досліджуючи її минуле та стосунки з дорослими дітьми. На початку роману Пенелопі було за 60, і її щойно виписали з лікарні після, можливо, серцевого нападу. Життя Пенелопи від молодості до сьогодення розкривається по частинах, з її власного погляду та з погляду її дітей. Багато в чому рушійною силою роману є робота її батька, зокрема картина під назвою «Шукачі мушель», яку він подарував Пенелопі як весільний подарунок.
У романі Пілчер «Вересень» є персонаж Ноель Кілінг, син Пенелопи.

## Нагороди
- 100 найкращих романів BBC Big Read (№50) (2003)
- Лауреат премії за художню літературу Міжнародної католицької асоціації радіо і телебачення (UNDA) - Телевізійний фестиваль у Монте-Карло (1990)[4]

## Кіно-, теле- та театральні постановки

### 1989 рік
У цьому телевізійному фільмі за книгою, який номінували на «Еммі»,  виробництва Hallmark Hall of Fame, знялася Анджела Ленсбері в ролі Пенелопи Кілінг. Інші залучені акторки: Анна Картерет, Патриція Годж та Ірен Ворт. Його знімали на Ібіці, в Лондоні, Корнуоллі та Котсволдсі й він містить суттєві зміни до оригінальної історії Пілчер.

### 2005 рік
Роман став основою театральної постановки Теренса Брейді та Шарлотти Бінгем. Тур Британією розпочався навесні 2006 року.

### 2006 рік
2006 року за книжкою зняли мінісеріал, у якому в головній ролі знялася Ванесса Редґрейв (у ролі Пенелопи Кілінг). Його знімали у Корнуолі, а окремі сцени зняли на горі Святого Михайла, Ламорні, Порт-Ісааку та на Прідо-Плейс у Падстоу. Режисер проєкту — Пірс Гаґґард. Інші залучені актори та акторки: Себастьян Кох, Максиміліан Шелл, Вікторія Гамільтон і Стефані Стамф.

## Аудіо
Роман «Шукачі мушель», також вийшов скороченою аудіокнигою, яку начитала Лінн Редґрейв. Також доступна повна аудіокнига, яку начитала Ганна Ґордон. Ще одну повну версію аудіокниги, яку начитала Барбара Розенблат, випустили Recorded Books, Inc. у США. 2017 року Macmillian Audio випустила повну аудіокнигу, яку начитала Гейлі Етвелл.
2024 року радіопостановку роману для BBC Radio 4 створила Лін Коглан, у ролі Пенелопи — Емма Філдінґ та закадровий голос — Джессіка Тернер.